# Hypericum macgregorii
Hypericum macgregorii är en johannesörtsväxtart. Hypericum macgregorii ingår i släktet johannesörter, och familjen johannesörtsväxter.

## Underarter
Arten delas in i följande underarter:
- H. m. macgregorii
- H. m. punctatum